# Enjoykin
Enjoykin («Інджойкін», від англ.enjoy — отримувати задоволення) — нікнейм популярного російського відеоблогера, що став відомим завдяки переробці відомих відео з сайту YouTube, які мають найбільшу кількість переглядів, у короткі відеокліпи тривалістю в 1-2 хвилини. Блогер також має однойменний профіль у YouTube, з якого завантажує відео на сайт. Активність даного профілю припадає на період 2012—2015 років. Першим відео, що завантажив блогер став жартівливий кліп «Котэ по-имени солнце», який зібрав майже 500 тисяч переглядів. Загалом у доробку блогера близько 20-ти відеокліпів. Для створення кліпів блогер обирав відео-хіти, такі, як: Пацан к успеху шел [Архівовано 1 березня 2014 у Wayback Machine.], Русские идут [Архівовано 28 лютого 2014 у Wayback Machine.], Семечки [Архівовано 28 лютого 2014 у Wayback Machine.] та інші.
Також у деяких піснях блогер використовує вокодер для переробки голосу на більш смішний. А всі відеокліпи створюються за допомогою професійних відеоредакторів шляхом нарізки та монтажу відеофайлу. Також у більшості відео додані спецефекти.
Наразі відео з даного профілю отримали більш ніж 90 млн переглядів. Найбільше поки що в відео «Nyash Myash», що за рік набрало 22 516 657 перегляди.

## Творчість
20 вересня 2013 року вийшов дебютний міні-альбом виконавця під назвою «Хиты-хитушечки».
16 жовтня 2013 року вийшов перший сингл — «Космос будет наш».
20 січня 2014 року відбувся реліз інтернет-синглу «Привет! Как дела?», про який Enjoykin повідомив у профілі Facebook, а пізніше і кліп до нього.
15 квітня 2014 року було завантажено відеокліп до пісні «Няш-мяш», також відомої як «Крым наш», на якому зображено відривки з виступу Наталії Поклонської. За 2 дні відео набрало близько двох мільйони переглядів. Станом на 6 листопада кількість переглядів стала рекордною — 14 923 609.
21 серпня 2014 року було завантажено відеокліп до пісні «Завтрашний день» на основі курйозних висловлювань Віталія Кличка. Станом на 6 листопада кліп набрав 4 662 330 переглядів.
31 грудня 2014 року у Новорічну ніч було завантажено відеокліп «Дорогие юные друзья», зроблений на основі виступів та звернень Леоніда Брежнєва.
Влітку 2015 року Enjoykin опублікував ролик «Офіцер», який є музичним реміксом ролика «Допоможіть знайти офіцера». За сюжетом дівчина закохалася в «офіцера» з варти Кремлівської стіни і тепер розшукує його за фотографією.

## Дискографія
- «Хиты-хитушечки» (міні-альбом, 2013)

| 2013 — «Космос будет наш» |                        |
| --- | ---------------------- |
| Космос будет наш — перший сингл російського відеоблогера «Enjoykin», виданий в мережі у жовтні 2013 року. До пісні був представлений відеокліп, створений на основі відео з участю «Славика незаменимого» (завантажений 2009 року). Під час приспіву голосом Ірини Шрейбер лунає фраза «Скоро космос будет наш!», яку промовляє жінка у скафандрі (з кліпу «К полёту готов!»). Також у відео присутні вставки відеороликів з хроніки з Гагаріним і запусками космічної ракети. Наразі відео має майже 8 млн переглядів. |                        |
| Космос будет наш |                        |
| |                        |
| Сингл Enjoykin |                        |
| Випущений | 16 жовтня 2013         |
| Формат | Відеокліп, Single, MP3 |
| Записаний | 2013                   |
| Жанр | Денс                   |
| Мова | російська              |
| Автор пісні | Enjoykin               |
| Композитор | Enjoykin               |

- «Привет! Как дела?» (сингл, 2014)
- «Няш-Мяш» (Крым наш) (сингл, 2014)
- «Завтрашний день» (сингл, 2014)
- «Ламповая няша» (сингл, 2016)
- «Jon Snow — It Feels Good to Be Alive» (сингл, 2016)
- «Котлетки с Пюрешкой» (сингл, 2016)

## Відеографія
| Рік  | Назва відео                                                                            |
| ---- | -------------------------------------------------------------------------------------- |
| 2012 | Котэ по-имени солнце [Архівовано 14 березня 2014 у Wayback Machine.]                   |
| 2012 | Gangnam style (PSY feat. Mischel Telo) [Архівовано 12 березня 2014 у Wayback Machine.] |
| 2012 | Братишка [Архівовано 6 березня 2014 у Wayback Machine.]                                |
| 2012 | Котщик [Архівовано 1 березня 2014 у Wayback Machine.]                                  |
| 2012 | Офицерская рапсодия [Архівовано 5 липня 2014 у Wayback Machine.]                       |
| 2012 | Полковник [Архівовано 24 листопада 2013 у Wayback Machine.]                            |
| 2012 | Пацан к успеху шел [Архівовано 1 березня 2014 у Wayback Machine.]                      |
| 2012 | Мухи [Архівовано 6 березня 2014 у Wayback Machine.]                                    |
| 2012 | Стартуем! [Архівовано 6 березня 2014 у Wayback Machine.]                               |
| 2012 | Звёздные мушкетёры [Архівовано 1 березня 2014 у Wayback Machine.]                      |
| 2013 | Безысходность [Архівовано 1 березня 2014 у Wayback Machine.]                           |
| 2013 | Crazy Midnight Display [Архівовано 6 березня 2014 у Wayback Machine.]                  |
| 2013 | Группа крови [Архівовано 28 лютого 2014 у Wayback Machine.]                            |
| 2013 | Семечки [Архівовано 28 лютого 2014 у Wayback Machine.]                                 |
| 2013 | Русские идут [Архівовано 28 лютого 2014 у Wayback Machine.]                            |
| 2013 | Космос будет наш [Архівовано 28 лютого 2014 у Wayback Machine.]                        |
| 2013 | Писюн, писюн [Архівовано 22 лютого 2014 у Wayback Machine.] (feat. Нік Чєрніков)       |
| 2014 | Привет. Как дела? [Архівовано 28 лютого 2014 у Wayback Machine.]                       |
| 2014 | Няш-Мяш [Архівовано 17 квітня 2014 у Wayback Machine.]                                 |
| 2014 | Обращение к Дагестанцам [Архівовано 7 вересня 2014 у Wayback Machine.]                 |
| 2014 | Завтрашний день [Архівовано 29 серпня 2014 у Wayback Machine.]                         |
| 2014 | Скайрим [Архівовано 17 листопада 2014 у Wayback Machine.]                              |
| 2014 | Зато я спас кота! [Архівовано 11 грудня 2014 у Wayback Machine.] (feat Нік Чєрніков)   |
| 2014 | Дорогие юные друзья [Архівовано 17 березня 2015 у Wayback Machine.]                    |
| 2015 | Жить по-пацански [Архівовано 25 березня 2015 у Wayback Machine.]                       |
| 2015 | Не унывайте, пацаны [Архівовано 27 жовтня 2015 у Wayback Machine.]                     |
| 2015 | Офицер [Архівовано 14 березня 2017 у Wayback Machine.]                                 |
| 2015 | From My Heart [Архівовано 6 жовтня 2015 у Wayback Machine.] (feat Віталій Мутко)       |
| 2015 | С Новым Годом, Россия! [Архівовано 6 квітня 2017 у Wayback Machine.]                   |
| 2016 | Ламповая няша [Архівовано 16 лютого 2016 у Wayback Machine.]                           |
| 2016 | Алло, Кисунь [Архівовано 13 березня 2017 у Wayback Machine.]                           |
| 2016 | Котлетки с Пюрешкой [Архівовано 12 серпня 2016 у Wayback Machine.]                     |
| 2016 | Житие Мое [Архівовано 9 грудня 2016 у Wayback Machine.]                                |
| 2016 | Новый год [Архівовано 5 квітня 2017 у Wayback Machine.] (feat Михайло Горбачов)        |
| 2017 | Нецветные розы [Архівовано 13 березня 2017 у Wayback Machine.] (feat Діана Шуригіна)   |
| 2017 | Лайки Крутятся [Архівовано 6 червня 2017 у Wayback Machine.] (feat Сергій Дружко)      |